# Lundtaggsvamp
Lundtaggsvamp (Sarcodon joeides) är en svampart som först beskrevs av Giovanni Passerini, och fick sitt nu gällande namn av Frederic Bataille 1924. Lundtaggsvamp ingår i släktet Sarcodon och familjen Bankeraceae.  Arten är reproducerande i Sverige. Inga underarter finns listade i Catalogue of Life.